# Louis de Bourbon, prince de La Roche-sur-Yon
 (mars 2019).
Si vous disposez d'ouvrages ou d'articles de référence ou si vous connaissez des sites web de qualité traitant du thème abordé ici, merci de compléter l'article en donnant les références utiles à sa vérifiabilité et en les liant à la section « Notes et références ».
Louis de Bourbon-Vendôme, né en 1473, mort en 1520, fut prince de La Roche-sur-Yon. Il fut seigneur de Champigny, de Leuse, de Condé, de Saint-Charlier, de Cluys, d’Agurande, du Châtelet et du Luc.

## Biographie
Né en 1473, il est fils de Jean VIII de Bourbon, comte de Vendôme et d'Isabelle de Beauvau, dame de La Roche-sur-Yon, sixième enfant du couple, il est le deuxième fils.
Sa mère meurt en 1475 alors qu'il n'a environ que deux ans, et il perd son père deux ans plus tard à quatre ans. Il reçut, en partie tout du moins, l'héritage materne, les terres de La Roche-sur-Yon et de Champigny-sur-Veude, son frère aîné François recevant le comté de Vendôme.
Il est  présent au sacre de Charles VIII en 1484.
Il accompagne ce dernier à Naples au cours de la première guerre d'Italie, il est notamment présent lors de la grande entrée du roi dans la ville le 12 mai 1495.
Il repartit ensuite avec Louis XII au cours des deux expéditions suivantes.
Louis XII l'envoya en ambassade au près du pape Alexandre VI en 1502.
Il est au sacre de François Ier, auquel il représente le comte de Toulouse comme pair de France et suit ce monarque à Marignan.
Il est avec son épouse à l'origine du château et de la Sainte-Chapelle de Champigny-sur-Veude.

## Descendance
Il épousa, le 21 mars 1508 à Moulins, Louise de Bourbon (1482 † 1561), duchesse de Montpensier, sœur du connétable, fille de Gilbert de Bourbon, comte de Montpensier, et de Claire de Mantoue-Gonzague, et eut :
- Suzanne (1508 † 1570), mariée en 1529 à Claude de Rieux (+1532)
- Louis III (1513 † 1582), duc de Montpensier
- Charles (1515 † 1565), prince de La Roche-sur-Yon

Il eut aussi un fils illégitime, Louis dit Jacques Helvis († 1565), qui fut évêque de Langres.